# Resolució 1324 del Consell de Seguretat de les Nacions Unides
La Resolució 1324 del Consell de Seguretat de les Nacions Unides, adoptada per unanimitat el 30 d'octubre de 2000 després de reafirmar totes les resolucions anteriors del Sàhara Occidental, en particular la resolució 1108 (1997), 1292, 1301, 1308 i 1324 el Consell va ampliar el mandat de la Missió de Nacions Unides pel Referèndum al Sàhara Occidental (MINURSO) fins al 28 de febrer de 2001.
El Consell de Seguretat va acollir amb beneplàcit els esforços de l'Enviat Personal del Secretari General de les Nacions Unides i de la MINURSO per implementar el Pla de Regularització i els acords adoptats per Marroc i el Front Polisario per celebrar un referèndum lliure i just per la lliure autodeterminació pels habitants del Sàhara Occidental. Al mateix temps, va observar que encara hi havia diferències fonamentals entre les parts.
El mandat de la MINURSO es va ampliar per resoldre àrees de desacord i trobar una solució mútuament acceptable. Es va demanar al secretari general Kofi Annan que avalués la situació abans del final del mandat de la MINURSO el 28 de febrer de 2001.